# 농촌

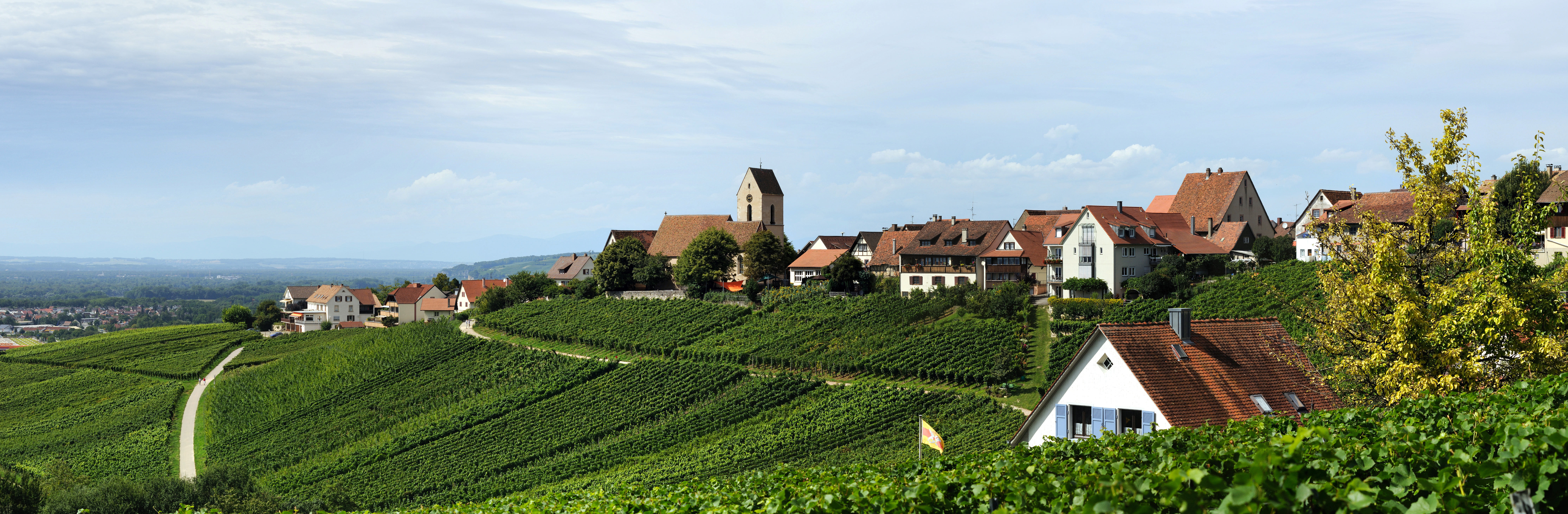
독일의 농촌.

농촌(農村)은 도시 밖에 위치한 지역으로, 농목업적 생산을 토대로 하는 촌락으로 전업농가 외에 겸업농가와 비농가도 포함되어 있다. 중남부지방의 미작농촌은 자급적 영세농이 많은데, 전작지대는 경영규모가 비교적 크며 조방적이다. 일반적으로 농촌은 자연에 의존성이 크고 보수적이고 협동적이다. 근래 도시화에 따라서 근교 지역의 농촌은 그 경영양식과 경관이 급속히 변해가고 있다.
농촌 지역에서는 고유한 경제 및 사회적 역학과 농업, 임업, 자원 추출 등 육상 기반 산업과의 관계로 인해 경제가 도시와 매우 다르며 호황과 불황 주기에 영향을 받을 수 있고 극한 기후 또는 가뭄과 같은 자연재해에 취약할 수 있다. 도시화를 장려하는 더 큰 경제력과 함께 이러한 역학은 농촌 비행이라고 불리는 심각한 인구 감소로 이어졌다. 여기서 경제적 인센티브는 젊은 인구가 교육과 일자리 접근을 위해 도시로 이동하도록 장려하여 농촌 지역에 나이가 많고 교육 수준이 낮으며 부유한 인구를 남겨 둔다. 경제 발전 속도가 느려지면 의료, 교육, 농촌 기반 시설과 같은 서비스가 열악해진다. 식량농업기구(Food and Agricultural Organization)에 따르면 일부 농촌 지역의 이러한 빈곤 순환은 전 세계 빈곤 인구의 4분의 3이 농촌 지역에 살고 있음을 의미한다.
일부 지역사회는 전기나 인터넷에 대한 접근성을 높이는 등의 일부 정책을 통해 농촌 지역의 경제 발전을 성공적으로 장려했으며, 이는 농촌 지역의 경제 활동을 장려하는 데 매우 성공적인 것으로 입증되었다. 역사적으로 개발 정책은 광업, 임업 등 대규모 채굴 산업에 초점을 맞춰왔다. 그러나 지속 가능한 개발에 더 초점을 맞춘 최근 접근 방식은 이러한 지역 사회의 경제적 다각화를 더 잘 인식하고 있다.

## 같이 보기
- 한국의 농촌
- 프런티어
- 컨트리 하우스
- 도시 지역
- 정보 격차
- 자연
- 아웃백
- 농민
- 황무지